# Ellenö
Ellenö est une localité de la commune de Färgelanda dans le comté de Västra Götaland en Suède.
Sa population était de 81 habitants en 2015.